# Upeneus margarethae
Upeneus margarethae Uiblein & Heemstra, 2010 è un pesce perciforme appartenente alla famiglia Mullidae.